# برنس ريفرز
برنس ريفرز (بالإنجليزية: Prince Rivers)‏ هو سياسي أمريكي، ولد في 1824، وتوفي في 1887.